# Wolfgang Klafki
Wolfgang Klafki (født 1. september 1927 i Angerburg, Østpreussen (i dag Węgorzewo, Polen), død 24. august 2016 i Marburg) var en tysk dannelsespædagog og didaktiker, hvis teorier er meget udbredt i Danmark. Med 20 års forsinkelse blev Klafkis tankegods i 1970erne importeret via centrale personer på den daværende Danmarks Lærerhøjskole (nu DPU). Allerede dengang havde hans teorier betydning for folkeskolen, gymnasiet og læreruddannelsen.

## Akademisk karriere
Klafki tog del i Anden Verdenskrig og blev under krigen krigsinvalid. Efter krigen begyndte han på læreruddannelse i Hannover. Efter endt uddannelse underviste han på folkeskolerne i Lindhorst og Lüdersfeld fra 1948 til 1952. Senere læste han videre i Göttingen og Bonn, inden han blev forskningsassistent i Münster og Hannover. I 1963 blev han professor ved Philipps-Universität Marburg, hvor han arbejdede indtil sin pensionering i 1992.

## Klafkis pædagogiske didaktikteori
I 1800-tallet blev dannelsesbegrebet opfattet både materialt og formelt, hvor det materielle lægger vægt på tilegnelsen af selve indholdet uden betydningsmodifikation, mens det formelle fokuserer på de personlige kvaliteter eller evner såsom evnen til at tænke, evnen til at udtrykke sig, løse problemer, tage kritisk stilling osv. Klafki gjorde op med denne adskillelse og skabte en tredje dannelsesopfattelse: Den kategoriale dannelse. Denne opfattelse tilsiger, at didaktikken må være åben for praksis, og dermed stilles der større krav til udvælgelsen af stof og indhold, idet det skal afspejle en større helhed. Der er med andre ord tale om en dobbeltsidig dannelsesproces.
Klafki mener, at kulturen åbner sig for eleverne i den materielle dannelse, mens det formelle aspekt på den anden side vil få eleverne til at åbne sig for det kulturelle indhold. Når begge disse dannelsesteorier forenes, får man den kategoriale dannelsesteori, hvor eleverne bygger deres egne kritiske konstruktioner og foretager selektive valg. I Klafkis tanker om dannelsesbegrebet indgår et såkaldt kritisk-konstruktivt element. Klafki hævder ikke, at de to tidligere dannelsesteorier optræder i deres rene form noget sted i skolehistorien, men derimod at opdelingen mellem dem har præget den pædagogiske tænkning på en sådan måde, at den hovedsagelig er enten materiel eller formel. Når en lærer siger, at han ikke lægger stor vægt på, hvad eleverne skal lære, men mere på at de lærer at samarbejde og omgås hinanden, praktiserer han i realiteten den formelle dannelse. På den anden side er det et typisk træk for den materielle dannelse, at lærere hævder, at alle elever bør kende til eksempelvis Adam Oehlenschlägers og Karen Blixens værker.

## Kategorial dannelse
Ud over skellet mellem den materiale og formelle dannelse afviser Klafki også de 4 afarter af disse, nemlig den klassiske og den metodiske dannelse. I stedet for at udvikle disse mere moderne versioner af dannelsesopfattelserne mente Klafki, at man bør kombinere elementer fra dem, og dermed forny begrebet dannelse ved at lægge vægt på det dialektiske forhold mellem elementerne fra de forskellige dannelsesteorier. Med dette mente Klafki, at mennesket udvikles i en vekselvirkening med sine omgivelser, dvs. i en dialektik mellem det subjektive (elevens personlige livserfaringer) og det objektive (virkeligheden, som den forstås i den faglige indhold). Når den objektive side knytter sig til den subjektive, dvs. får betydning for eleven, er der tale om dannelse. Klafki gør meget ud af, at der ikke er tale om en syntese mellem den materiale og formale dannelse, men at der derimod er tale om et helt nyt dannelsesbegreb. Klafkis definition af dannelse lyder således:
| Citat | Dannelse er kategorial dannelse i den dobbeltbetydning, at en virkelighed »kategorialt« har åbnet sig for et menneske og dette menneske netop selv er blevet åbnet for denne virkelighed – takket være indsigt, erfaringer, oplevelser af »kategorial« art som dette menneske selv har fuldbyrdet. | Citat |
|       | |       |

Dannelsen er altså afhængig af, at man har lært noget, men den er ligeså afhængig af, at man har tilegnet sig en ny tænkemåde, væremåde, eller fået et nyt syn på verden. Det er en central pointe hos Klafki, at man ikke kan lære alt inden for et uddannelsessystem, og at det heller ikke er mængden af kundskab, som er det vigtige i en dannelsesproces. Men det er vigtigt, at læreren fremelsker almene kundskaber, som kan lagre strukturer og overførselsværdi. Klafki kalder dette eksemplarisk læring. Dette begreb har han fra Martin Wagenschein.

## Epokale nøgleproblemer
Klafkis idé om den kategoriale dannelse medfører en ny opfattelse af undervisningstilrettelæggelse. Der skal i planlægningen tages højde for både den subjektive og den objektive side af det kategoriale. Læreren bør altså tage udgangspunkt i elevernes forforståelse af emnet og anse dem for selvstændige og fornuftsdrevne mennesker (det subjektive), men på samme tid skal de introduceres til den viden samt de begreber og metoder, som mennesker før dem har tilegnet sig fra de forskellige fag og fakulteteter (det objektive). Den bedste måde at gøre dette er ifølge Klafki at arbejde med epokale nøgleproblemer. Med dette forstås emener, som både er tidstypiske, almengyldige og som ikke nødvendigvis har et givent svar på forhånd. Klafki opererer selv med fem epokale nøgleproblemer:
- Fredsspørgsmålet
- Miljøspørgsmålet
- Den samfundsskabte ulighed
- Den moderne kommunikationsteknologi
- Jeg-du-forholdet

Ideen med de epokale nøgleproblemer er, at de skaber en subjektiv relevans for eleven, mens de samtidig bidrager til at åbne fagenes metoder og begreber for eleverne. Dette kan ifølge Klafki bl.a. gøres ved at lave projektarbejder og tværfaglige forløb.

## Klafkis påvirkning i Danmark
Klafkis tanker havde flere virkninger på dansk uddannelse og uddannelsespolitik. Hans didaktikbegreb var grundlag for indførelsen af de faglig-pædagogiske kandidatstudier på Danmarks Lærerhøjskole i 1970erne som sigtede mod mere akademisk uddannede seminarielærere. Faget Almen Didaktik som afløste undervisningslære blev dog først 1991 indført på læreruddannelsen. Kategorial dannelse var en del af baggrunden for, at man i Gymnasiereformen af 1971 gjorde op med pensumtænkningen og udenadslæren. og indførte en tredelt formålsparagraf for folkeskolen i 1976. Klafkis virkning går op til i dag. For Gymnasiereformen af 2004 for eksempel fungerede Klafkis ideer om kategorial dannelse og epokale nøgleproblemer som et de teoretiske fundamenter for det nyskabte fag Almen Studieforberedelse.